# Cremnops varipilosella
Cremnops varipilosella är en stekelart som först beskrevs av Cameron 1911.  Cremnops varipilosella ingår i släktet Cremnops och familjen bracksteklar. Inga underarter finns listade i Catalogue of Life.